# Paryżanka (film)
Paryżanka (ang. A Woman of Paris: A Drama of Fate) − amerykański dramatyczny film niemy z 1923 roku, w reżyserii Charliego Chaplina.

## Treść
Akcja toczy się we Francji. Maria St. Clair wraz z ukochanym Jeanem, wbrew woli rodziców, pragną wyjechać z rodzinnej wsi by być razem. Jednak Jean, ostatecznie zostaje z powodu śmierci ojca, a Maria skonfliktowana z własnymi rodzicami osiedla się w Paryżu, gdzie rzuca się w wir zabaw. Wkrótce zostaje kochanką bogatego Pierre'a Revela. Po latach Maria i Jean spotykają się ponownie i ich miłość odżywa. Jednak Jean boi się małżeństwa, czym zraża do siebie Marię, która go opuszcza. Jean próbuje ją nakłonić do powrotu. Kiedy to się nie udaje, popełnia samobójstwo. Zrozpaczona Maria porzuca wówczas paryskie życie i zamieszkuje na wsi z matką Jeana.
Bohaterowie Chaplina są rozdarci między dobrem a złem. Dobry Jan jest pełen słabości, „zepsuta” Maria kocha Jana czystą miłością, a cyniczny Pierre potrafi być szlachetny.

## Główne role
- Purviance – Marie St. Clair
- Carl Miller – Jean Millet
- Malvina Polo – Paulette
- Betty Morrissey – Fifi
- Charles K. French – ojciec Jeana
- Lydia Knott – matka Jeana
- Charlie Chaplin – porter
- Adolphe Menjou – Pierre Revel